# Церковь Богоявления Господня (Пекшево)
Церковь Богоявления Господня — православный храм Воронежской епархии. Расположена в селе Пекшево Рамонского района Воронежской области.

## История
Селение Пекшево возникло в начале XVII века под названием «деревня Пекишева». Первая деревянная церковь была построена в 1735 году. Каменная небольшая Богоявленская церковь в Пекшево появилась в 1826 году на средства купчихи Александры Нечаевой. Цитата из «Клировых ведомостей»: «Каменная с такового же колокольнею и оградой».
Церковь не имела собственного священника и являлась приписной к Богословской церкви в соседнем селе Глушицы. В храме имелась библиотека в 47 томов, церковные земли охватывали 33 десятины.

## Современный статус
В настоящее время Церковь Богоявления Господня в с. Пекшево решением облисполкома № 219 от 17.04.1987 г. и постановлением администрации Воронежской области N 850 от 14.08.95 г. является объектом исторического и культурного наследия областного значения.

## Фотографии

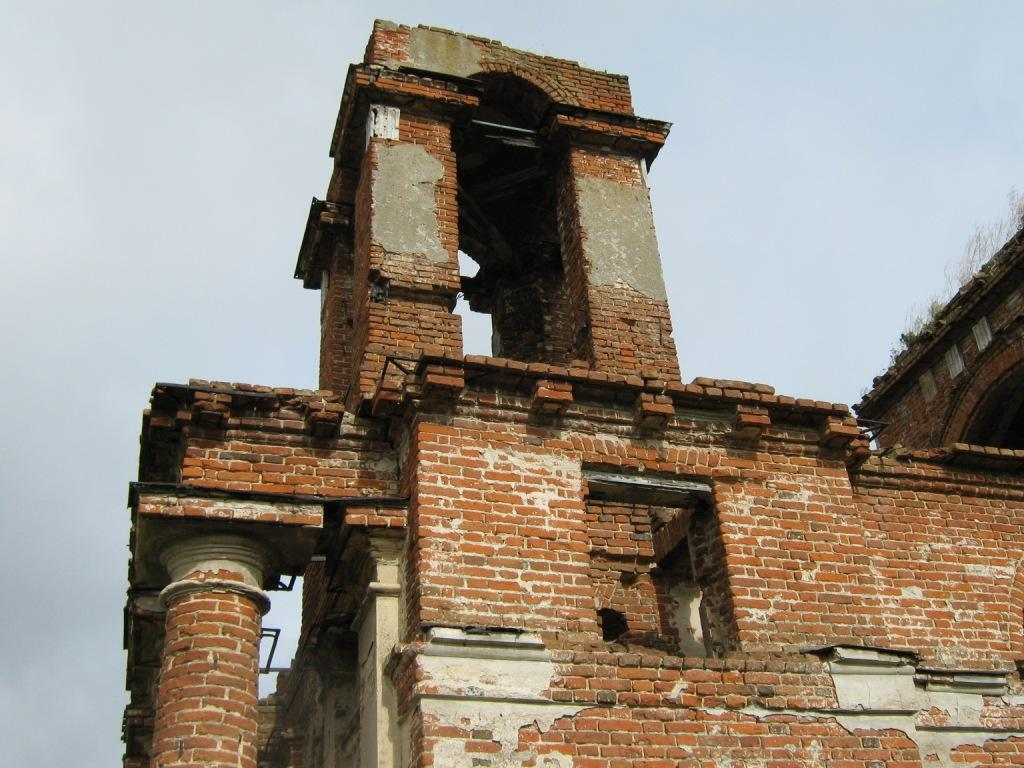
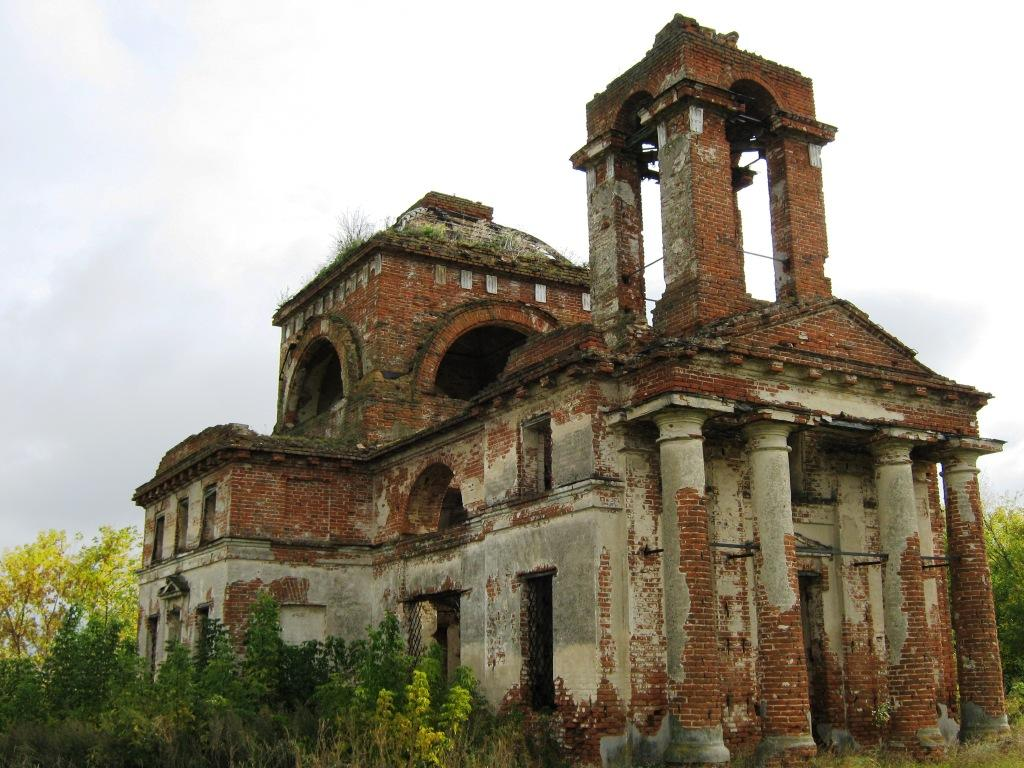
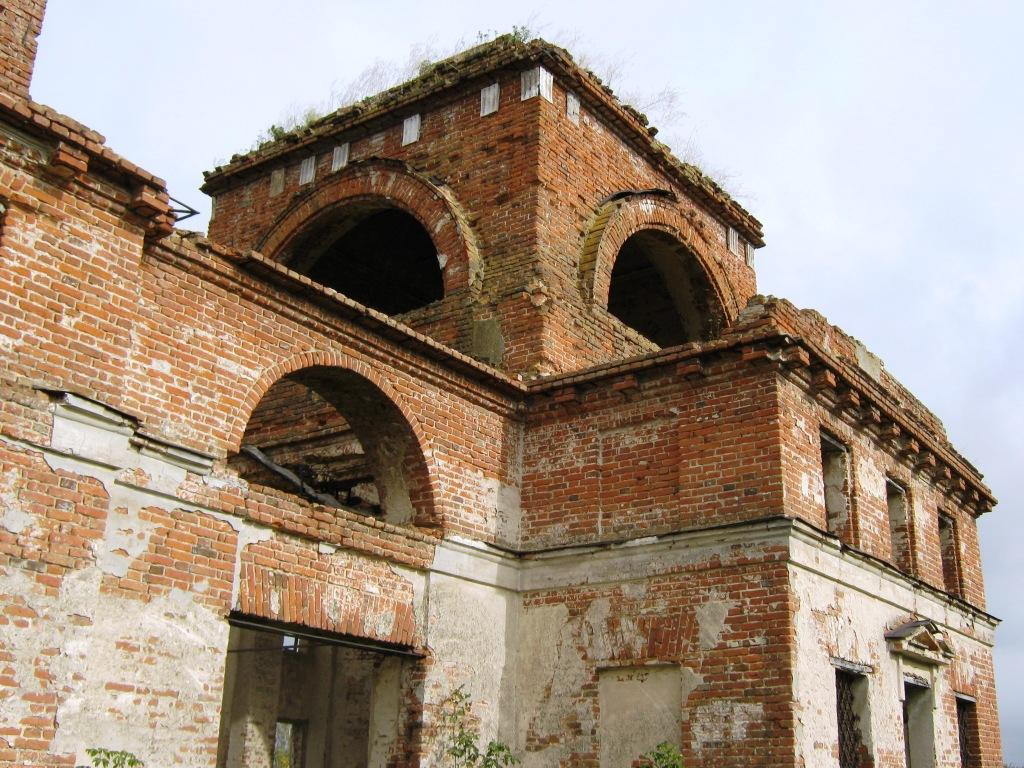
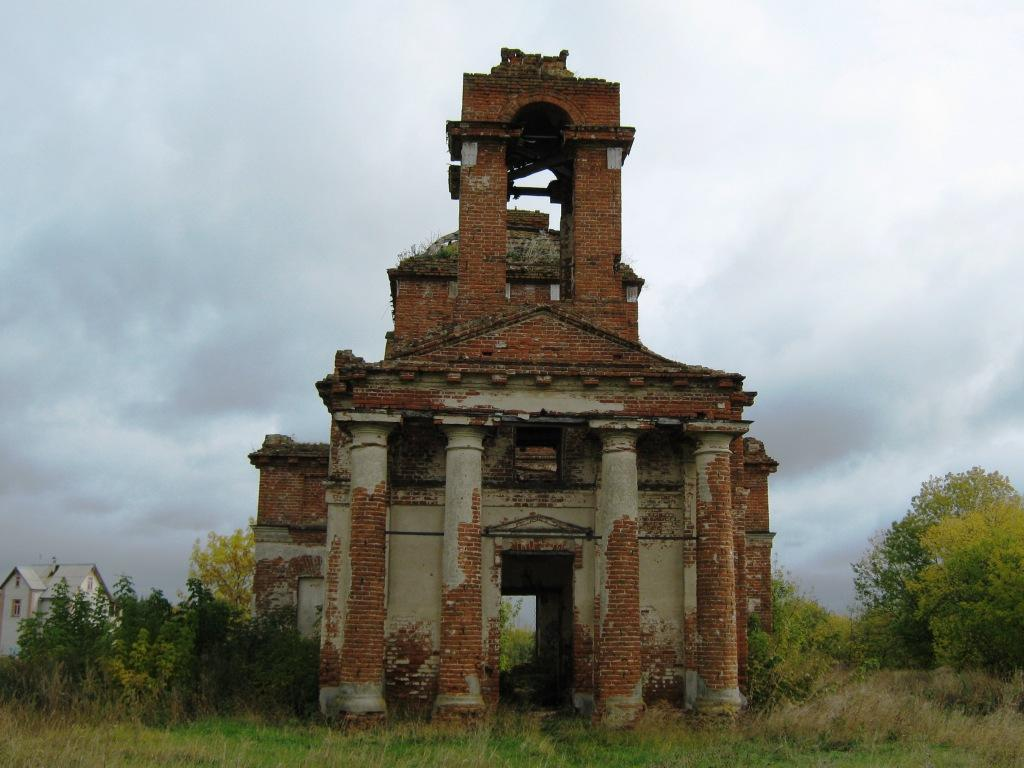